# Qaryeh-ye Sa'vādī
Qaryeh-ye Sa'vādī (persiska: قریه سؤادی, Beyt-e Savādīpūr) är en ort i Iran.   Den ligger i provinsen Khuzestan, i den centrala delen av landet, 500 km söder om huvudstaden Teheran. Qaryeh-ye Sa'vādī ligger 56 meter över havet och antalet invånare är 145.
Terrängen runt Qaryeh-ye Sa'vādī är platt.Runt Qaryeh-ye Sa'vādī är det ganska tätbefolkat, med 58 invånare per kvadratkilometer. Närmaste större samhälle är Beyt-e Bāvī, 12,0 km söder om Qaryeh-ye Sa'vādī. Trakten runt Qaryeh-ye Sa'vādī är ofruktbar med lite eller ingen växtlighet.